# Vincolo culturale
Il vincolo culturale in diritto è un limite di diritto pubblico alla proprietà privata, di natura reale e fondato su un provvedimento amministrativo.

## Descrizione
Questa categoria comprende per l'appunto i limiti pubblicistici al diritto di proprietà sui beni culturali. I limiti in questione sono giustificati dall'esigenza di soddisfare un interesse della collettività (dunque un interesse pubblico), che consiste nella conservazione dei beni e nella loro fruizione, ossia nel loro godimento. È per questo che infatti il vincolo culturale è da considerarsi di diritto pubblico.

## Caratteristiche del vincolo
Il vincolo culturale è inoltre reale poiché, successivamente al provvedimento amministrativo, un bene viene dichiarato culturale indipendentemente dal proprietario-possessore e da eventuali successive alienazioni del bene.
Il provvedimento amministrativo con il quale si assoggetta un bene a vincolo culturale è infine la "dichiarazione di interesse storico-artistico".